# Drepanocerus planus
Drepanocerus planus là một loài bọ cánh cứng trong họ Bọ hung (Scarabaeidae).